# HYFLEX
HYFLEX (Hypersonic Flight Experiment) est un prototype de navette spatiale à petite échelle développé par l'agence spatiale japonaise NASDA qui a effectué un vol suborbital le 11 février 1996. HYFLEX avait pour objectif d'accroitre les connaissances des ingénieurs japonais dans la conception, la construction et la mise en œuvre d'un engin volant à des vitesses hypersoniques et d'obtenir des données de terrain difficiles à obtenir dans le cadre de tests au sol. HYFLEX a été lancé par une fusée J-I dont ce fut l'unique vol et a transmis les données attendues. Après avoir atteint l'altitude de 110 km il a effectué une rentrée atmosphérique réussie puis a amerri dans l'Océan Pacifique mais a coulé avant d'avoir pu être récupéré. HYFLEX était un successeur d'OREX et a été suivi par le projet de navette spatiale HOPE.

## Caractéristiques techniques
HYFLEX d'une masse de 1 054 kg a une longueur de 4,4 mètres, une envergure de 1,36 m et une hauteur de 1,040 mètres. Il est recouvert de tuiles en céramique carbone/carbone et d'isolants thermiques souples qui devaient être utilisés sur la future navette spatiale HOPE. L'orientation de l'engin est contrôlé par un système de contrôle par réaction (RCS) et des élevons. Pour les besoins des tests, le véhicule était équipé de capteurs de température et de pression.